# Shericka Williams
Shericka Nicola Williams (Saint Elizabeth, 17 settembre 1985) è una velocista giamaicana, specializzata nei 400 metri piani, disciplina di cui è stata vice-campionessa olimpica (Pechino 2008) e mondiale (Berlino 2009).

## Biografia
Insieme a Novlene Williams, Ronetta Smith e Lorraine Fenton vince la medaglia d'argento nella staffetta 4×400 m ai Mondiali del 2005 a Helsinki. Partecipa anche alla gara individuale dei 400 m venendo eliminata in semifinale.
Due anni dopo, ai Mondiali di Osaka sale nuovamente sul secondo gradino del podio con la staffetta 4×400 m, questa volta in compagnia di Shereefa Lloyd, Davita Prendergast e Novlene Williams. La staffetta giamaicana con il tempo di 3'19"73 ottiene anche il nuovo primato nazionale.
Nel 2008, alle Olimpiadi di Pechino è seconda con la staffetta 4×400 m e, per la prima volta, sale sul podio anche nella gara individuale dei 400 m, giungendo seconda con il nuovo primato personale di 49"69. Ai Mondiali di Berlino dell'anno successivo si conferma seconda sui 400 m, migliorando il suo personale con il tempo di 49"32 e arrivando seconda solamente alla statunitense Sanya Richards. A questa medaglia d'argento va ad aggiungersi un ennesimo podio con la staffetta 4×400 m, conclusa al secondo posto con il tempo di 3'21"15.

## Record nazionali

### Seniores
- Staffetta 4×400 metri: 3'18"71 ( Taegu, 3 settembre 2011) (Rosemarie Whyte, Davita Prendergast, Novlene Williams-Mills, Shericka Williams)

## Palmarès
| Anno | Manifestazione          | Sede      | Evento      | Risultato  | Prestazione | Note                                     |
| ---- | ----------------------- | --------- | ----------- | ---------- | ----------- | ---------------------------------------- |
| 2005 | Mondiali                | Helsinki  | 400 m piani | Semifinale | 52"44       |                                          |
| 2005 | Mondiali                | Helsinki  | 4×400 m     | Argento    | 3'23"29     | Miglior prestazione personale stagionale |
| 2006 | Giochi del Commonwealth | Melbourne | 400 m piani | 5ª         | 51"81       |                                          |
| 2007 | Mondiali                | Osaka     | 400 m piani | Semifinale | 50"37       | Miglior prestazione personale stagionale |
| 2007 | Mondiali                | Osaka     | 4×400 m     | Argento    | 3'19"73     | Record nazionale                         |
| 2008 | Giochi olimpici         | Pechino   | 400 m piani | Argento    | 49"69       | Miglior prestazione personale            |
| 2008 | Giochi olimpici         | Pechino   | 4×400 m     | Argento    | 3'20"40     |                                          |
| 2009 | Mondiali                | Berlino   | 400 m piani | Argento    | 49"32       | Miglior prestazione personale            |
| 2009 | Mondiali                | Berlino   | 4×400 m     | Argento    | 3'21"15     | Miglior prestazione personale stagionale |
| 2011 | Mondiali                | Taegu     | 400 m piani | 5ª         | 50"79       |                                          |
| 2011 | Mondiali                | Taegu     | 4×400 m     | Argento    | 3'18"71     | Record nazionale                         |
| 2012 | Giochi olimpici         | Londra    | 4×400 m     | Argento    | 3'20"95     | Miglior prestazione personale stagionale |
| 2014 | Giochi del Commonwealth | Glasgow   | 4×400 m     | Oro        | 3'23"82     | Record dei Giochi                        |
| 2015 | World Relays            | Nassau    | 4×200 m     | Argento    | 1'31"73     |                                          |

## Altre competizioni internazionali
2006
- Bronzo alle World Athletics Final ( Stoccarda), 400 m piani - 50"44

2007
- 6ª alle World Athletics Final ( Stoccarda), 400 m piani - 50"64

2008
- 5ª alle World Athletics Final ( Stoccarda), 400 m piani - 51"55

2009
- 5ª alle World Athletics Final ( Salonicco), 200 m piani - 22"57
- Bronzo alle World Athletics Final ( Salonicco), 400 m piani - 50"49

2010
- 4ª in Coppa continentale ( Spalato), 400 m piani - 50"70